# Liste des chapelles du Loiret
La liste des chapelles du Loiret présente les chapelles de culte catholique situées sur le territoire des communes du départements français du Loiret (région Centre-Val de Loire).
Il est fait état des diverses protections dont elles peuvent bénéficier, et notamment les inscriptions et classements au titre des monuments historiques.
Toutes sont situées dans le diocèse d'Orléans.

## Liste
| Chapelle | Commune                    | Adresse | Coordonnées                      | Notice         | Protection         | Date | Illustration                                                   |
| --- | -------------------------- | ------- | -------------------------------- | -------------- | ------------------ | ---- | -------------------------------------------------------------- |
| Chapelle de Gondreville                                                                                      | Auxy                       |         | 48° 05′ 38″ nord, 2° 28′ 13″ est |                |                    |      | Image manquante Téléverser                                     |
| Chapelle de l'hospice d'Auxy                                                                                 | Auxy                       |         | 48° 07′ 09″ nord, 2° 28′ 22″ est |                |                    |      | Image manquante Téléverser                                     |
| Chapelle des Sept-Joies-et-Allégresse-de-la-Sainte-Vierge-Marie de Batilly-en-Gâtinais                       | Batilly-en-Gâtinais        |         | 48° 04′ 25″ nord, 2° 22′ 39″ est |                |                    |      | Image manquante Téléverser                                     |
| Chapelle Saint-Thibault de l'Hôtel-Dieu de Beaugency                                                         | Beaugency                  |         | 47° 46′ 35″ nord, 1° 37′ 56″ est |                |                    |      | Image manquante Téléverser                                     |
| Chapelle Saint-Lazare de Boiscommun                                                                          | Boiscommun                 |         | 48° 02′ 25″ nord, 2° 23′ 13″ est | « PA00098712 » | Inscrit MH         | 1929 | Chapelle Saint-Lazare de Boiscommun                            |
| Chapelle Saint-Étienne de l'Hôtel-Dieu de Boiscommun                                                         | Boiscommun                 |         | 48° 02′ 47″ nord, 2° 20′ 56″ est |                |                    |      | Image manquante Téléverser                                     |
| Chapelle de la Bonne-Dame de Bondaroy                                                                        | Bondaroy                   |         | 48° 10′ 21″ nord, 2° 17′ 49″ est |                |                    |      | Image manquante Téléverser                                     |
| Chapelle Sainte-Anne de Verrines                                                                             | Bouilly-en-Gâtinais        |         | 48° 06′ 08″ nord, 2° 16′ 09″ est |                |                    |      | Chapelle Sainte-Anne de Verrines                               |
| Chapelle de Beauvoir de Briare                                                                               | Briare                     |         | 47° 39′ 24″ nord, 2° 43′ 38″ est |                |                    |      | Image manquante Téléverser                                     |
| Chapelle Saint-Jean de l'hospice de Briare                                                                   | Briare                     |         | 47° 38′ 50″ nord, 2° 43′ 46″ est |                |                    |      | Image manquante Téléverser                                     |
| Chapelle de Chambon-la-Forêt                                                                                 | Chambon-la-Forêt           |         | 48° 03′ 21″ nord, 2° 17′ 44″ est |                |                    |      | Image manquante Téléverser                                     |
| Chapelle Saint-Denis de Fréty                                                                                | Chantecoq                  |         | 48° 03′ 00″ nord, 2° 58′ 21″ est |                |                    |      | Image manquante Téléverser                                     |
| Chapelle Notre-Dame-de-Pitié de Chevannes                                                                    | Chevannes                  |         | 48° 08′ 01″ nord, 2° 51′ 58″ est |                |                    |      | Chapelle Notre-Dame-de-Pitié de Chevannes                      |
| Chapelle de Chevilly                                                                                         | Chevilly                   |         | 48° 01′ 48″ nord, 1° 54′ 59″ est |                |                    |      | Image manquante Téléverser                                     |
| Chapelle du château de Chamerolles                                                                           | Chilleurs-aux-Bois         |         | 48° 03′ 36″ nord, 2° 09′ 49″ est |                |                    |      | Chapelle du château de Chamerolles                             |
| Chapelle Notre-Dame de Château-Renard                                                                        | Château-Renard             |         | 47° 56′ 03″ nord, 2° 55′ 37″ est |                |                    |      | Chapelle Notre-Dame de Château-Renard                          |
| Chapelle de la Bonne-Dame de Châteauneuf-sur-Loire                                                           | Châteauneuf-sur-Loire      |         | 47° 51′ 54″ nord, 2° 12′ 55″ est | « PA00098735 » | Inscrit MH Portail | 1929 | Image manquante Téléverser                                     |
| Chapelle de l'Hôtel-Dieu de Châtillon-Coligny                                                                | Châtillon-Coligny          |         | 47° 49′ 15″ nord, 2° 50′ 42″ est |                |                    |      | Image manquante Téléverser                                     |
| Chapelle du cimetière de Châtillon-Coligny                                                                   | Châtillon-Coligny          |         | 47° 49′ 08″ nord, 2° 50′ 51″ est |                |                    |      | Image manquante Téléverser                                     |
| Chapelle de l'ancienne visitation de la Bretauche du château de la Bretauche                                 | Chécy                      |         | 47° 55′ 04″ nord, 2° 01′ 07″ est |                |                    |      | Image manquante Téléverser                                     |
| Chapelle du château du Mardereau                                                                             | Cléry-Saint-André          |         | 47° 49′ 06″ nord, 1° 45′ 44″ est |                |                    |      | Image manquante Téléverser                                     |
| Chapelle Saint-Louis du Bas Châtelet                                                                         | Corquilleroy               |         | 48° 02′ 09″ nord, 2° 42′ 55″ est |                |                    |      | Image manquante Téléverser                                     |
| Chapelle Saint-Hubert de Courcelles                                                                          | Courcelles-le-Roi          |         | 48° 05′ 51″ nord, 2° 18′ 59″ est | « PA00099045 » | Inscrit MH         | 1991 | Chapelle Saint-Hubert de Courcelles                            |
| Chapelle des Joigneaux                                                                                       | Courtenay                  |         | 48° 02′ 00″ nord, 3° 01′ 44″ est |                |                    |      | Image manquante Téléverser                                     |
| Chapelle de Villecante                                                                                       | Dry                        |         | 47° 48′ 17″ nord, 1° 43′ 42″ est |                |                    |      | Image manquante Téléverser                                     |
| Ancienne chapelle Sainte-Apolline de Ferrières-en-Gâtinais                                                   | Ferrières-en-Gâtinais      |         | à géolocaliser                   |                |                    |      | Ancienne chapelle Sainte-Apolline de Ferrières-en-Gâtinais     |
| Chapelle Saint-Fiacre de Ferrières-en-Gâtinais                                                               | Ferrières-en-Gâtinais      |         | à géolocaliser                   |                |                    |      | Image manquante Téléverser                                     |
| Chapelle Saint-Lazare de Ferrières-en-Gâtinais                                                               | Ferrières-en-Gâtinais      |         | 48° 05′ 26″ nord, 2° 46′ 51″ est |                |                    |      | Chapelle Saint-Lazare de Ferrières-en-Gâtinais                 |
| Chapelle Notre-Dame-de-la-Route de Fontenay-sur-Loing                                                        | Fontenay-sur-Loing         |         | 48° 04′ 32″ nord, 2° 46′ 03″ est |                |                    |      | Image manquante Téléverser                                     |
| Chapelle de Gien                                                                                             | Gien                       |         | à géolocaliser                   |                |                    |      | Image manquante Téléverser                                     |
| Chapelle de l'hôpital de Gien                                                                                | Gien                       |         | 47° 41′ 26″ nord, 2° 38′ 01″ est | « PA45000057 » | Inscrit MH         | 2022 | Image manquante Téléverser                                     |
| Chapelle Notre-Dame-du-Perpétuel-Secours de Bois-le-Roi                                                      | Griselles                  |         | 48° 03′ 43″ nord, 2° 49′ 46″ est |                |                    |      | Chapelle Notre-Dame-du-Perpétuel-Secours de Bois-le-Roi        |
| Chapelle dite du Rondonneau de Grand Rondonneau                                                              | Huisseau-sur-Mauves        |         | 47° 51′ 55″ nord, 1° 40′ 18″ est |                |                    |      | Image manquante Téléverser                                     |
| Chapelle du château de La Ferté-Saint-Aubin                                                                  | La Ferté-Saint-Aubin       |         | 47° 43′ 36″ nord, 1° 56′ 42″ est |                |                    |      | Chapelle du château de La Ferté-Saint-Aubin                    |
| Chapelle Sainte-Anne des Bourses                                                                             | La Selle-en-Hermoy         |         | 48° 00′ 19″ nord, 2° 54′ 53″ est |                |                    |      | Image manquante Téléverser                                     |
| Chapelle Saint-Vrain du Bardon                                                                               | Le Bardon                  |         | 47° 50′ 30″ nord, 1° 38′ 57″ est |                |                    |      | Image manquante Téléverser                                     |
| Chapelle Saint-Jean-Baptiste de Gollainville                                                                 | Le Malesherbois            |         | 48° 17′ 44″ nord, 2° 21′ 05″ est |                |                    |      | Image manquante Téléverser                                     |
| Chapelle du château de Malesherbes                                                                           | Le Malesherbois            |         | 48° 17′ 15″ nord, 2° 24′ 58″ est |                |                    |      | Chapelle du château de Malesherbes                             |
| Chapelle du château de La Chesnaye                                                                           | Loury                      |         | 48° 00′ 30″ nord, 2° 04′ 09″ est |                |                    |      | Chapelle du château de La Chesnaye                             |
| Chapelle du château d'Alosse                                                                                 | Marcilly-en-Villette       |         | 47° 46′ 00″ nord, 2° 03′ 54″ est |                |                    |      | Image manquante Téléverser                                     |
| Chapelle du château de Latingy de Mardié                                                                     | Mardié                     |         | à géolocaliser                   |                |                    |      | Image manquante Téléverser                                     |
| Chapelle Saint-Vincent de la Nivelle                                                                         | Meung-sur-Loire            |         | 47° 50′ 36″ nord, 1° 42′ 15″ est |                |                    |      | Chapelle Saint-Vincent de la Nivelle                           |
| Chapelle de la clinique Jeanne-d'Arc de Montargis                                                            | Montargis                  |         | à géolocaliser                   |                |                    |      | Image manquante Téléverser                                     |
| Chapelle des Bénédictines de Montargis                                                                       | Montargis                  |         | 47° 59′ 55″ nord, 2° 44′ 38″ est |                |                    |      | Image manquante Téléverser                                     |
| Chapelle Notre-Dame-Auxiliatrice de Montargis                                                                | Montargis                  |         | à géolocaliser                   |                |                    |      | Image manquante Téléverser                                     |
| Chapelle Sainte-Thérèse du prieuré                                                                           | Montargis                  |         | à géolocaliser                   |                |                    |      | Image manquante Téléverser                                     |
| Chapelle Saint-Hubert de Montargis                                                                           | Montargis                  |         | à géolocaliser                   |                |                    |      | Image manquante Téléverser                                     |
| Chapelle Saint-Louis de l'Hôtel-Dieu de Montargis                                                            | Montargis                  |         | 47° 59′ 35″ nord, 2° 43′ 57″ est |                |                    |      | Chapelle Saint-Louis de l'Hôtel-Dieu de Montargis              |
| Chapelle de l'hôpital Pierre Lebrun de Saint-Germain-le-Grand                                                | Neuville-aux-Bois          |         | 48° 05′ 09″ nord, 2° 02′ 46″ est |                |                    |      | Image manquante Téléverser                                     |
| Chapelle du château de Bois-Behague                                                                          | Nevoy                      |         | 47° 45′ 00″ nord, 2° 37′ 18″ est |                |                    |      | Image manquante Téléverser                                     |
| Chapelle Notre-Dame de Nevoy                                                                                 | Nevoy                      |         | 47° 42′ 39″ nord, 2° 35′ 12″ est |                |                    |      | Image manquante Téléverser                                     |
| Chapelle de Caubray                                                                                          | Olivet                     |         | 47° 52′ 04″ nord, 1° 52′ 11″ est |                |                    |      | Image manquante Téléverser                                     |
| Chapelle de Noras                                                                                            | Olivet                     |         | 47° 50′ 57″ nord, 1° 53′ 00″ est |                |                    |      | Image manquante Téléverser                                     |
| Chapelle dite chapelle de Couasnon d'Olivet                                                                  | Olivet                     |         | 47° 52′ 16″ nord, 1° 54′ 04″ est |                |                    |      | Image manquante Téléverser                                     |
| Chapelle du Coin Rond                                                                                        | Olivet                     |         | 47° 51′ 12″ nord, 1° 54′ 53″ est |                |                    |      | Image manquante Téléverser                                     |
| Chapelle Saint-Loup d'Orléans                                                                                | Orléans                    |         | 47° 54′ 12″ nord, 1° 55′ 58″ est |                |                    |      | Chapelle Saint-Loup d'Orléans                                  |
| Chapelle Saint-Jacques d'Orléans                                                                             | Orléans                    |         | 47° 54′ 10″ nord, 1° 54′ 27″ est |                |                    |      | Chapelle Saint-Jacques d'Orléans                               |
| Chapelle de la maison de retraite le Doyenné du Baron d'Orléans                                              | Orléans                    |         | 47° 53′ 57″ nord, 1° 53′ 08″ est |                |                    |      | Image manquante Téléverser                                     |
| Chapelle de l'Institution de l'Œuvre de Jeanne d'Arc d'Orléans                                               | Orléans                    |         | 47° 54′ 48″ nord, 1° 54′ 48″ est |                |                    |      | Chapelle de l'Institution de l'Œuvre de Jeanne d'Arc d'Orléans |
| Chapelle Saint-Charles de l'hôpital d'Orléans                                                                | Orléans                    |         | 47° 54′ 05″ nord, 1° 53′ 42″ est |                |                    |      | Chapelle Saint-Charles de l'hôpital d'Orléans                  |
| Chapelle Sainte-Catherine d'Orléans                                                                          | Orléans                    |         | 47° 54′ 02″ nord, 1° 54′ 21″ est |                |                    |      | Chapelle Sainte-Catherine d'Orléans                            |
| Chapelle Saint-Marc de la Barrière Saint-Marc                                                                | Orléans                    |         | 47° 55′ 29″ nord, 1° 55′ 48″ est |                |                    |      | Chapelle Saint-Marc de la Barrière Saint-Marc                  |
| Chapelle de la Source                                                                                        | Orléans                    |         | 47° 50′ 54″ nord, 1° 56′ 13″ est |                |                    |      | Chapelle de la Source                                          |
| Chapelle du collège Saint-Aignan d'Orléans                                                                   | Orléans                    |         | 47° 54′ 14″ nord, 1° 55′ 18″ est |                |                    |      | Chapelle du collège Saint-Aignan d'Orléans                     |
| Chapelle de la maison Saint-Vincent d'Orléans                                                                | Orléans                    |         | 47° 54′ 15″ nord, 1° 54′ 50″ est |                |                    |      | Chapelle de la maison Saint-Vincent d'Orléans                  |
| Chapelle de la maison diocésaine Saint-Joseph d'Orléans                                                      | Orléans                    |         | 47° 54′ 06″ nord, 1° 54′ 42″ est |                |                    |      | Chapelle de la maison diocésaine Saint-Joseph d'Orléans        |
| Chapelle des Sœurs de l'Assomption d'Orléans                                                                 | Orléans                    |         | 47° 54′ 17″ nord, 1° 55′ 18″ est |                |                    |      | Chapelle des Sœurs de l'Assomption d'Orléans                   |
| Chapelle de la bibliothèque diocésaine d'Orléans                                                             | Orléans                    |         | 47° 53′ 55″ nord, 1° 54′ 55″ est |                |                    |      | Chapelle de la bibliothèque diocésaine d'Orléans               |
| Chapelle de Germonville                                                                                      | Outarville                 |         | 48° 11′ 39″ nord, 1° 57′ 42″ est |                |                    |      | Image manquante Téléverser                                     |
| Chapelle de l'hôpital de Pithiviers                                                                          | Pithiviers                 |         | 48° 10′ 18″ nord, 2° 15′ 00″ est |                |                    |      | Chapelle de l'hôpital de Pithiviers                            |
| Chapelle de l'Hôtel-Dieu de Pithiviers                                                                       | Pithiviers                 |         | 48° 10′ 20″ nord, 2° 15′ 19″ est |                |                    |      | Chapelle de l'Hôtel-Dieu de Pithiviers                         |
| Chapelle du lycée Blanche de Castille de Pithiviers                                                          | Pithiviers                 |         | 48° 10′ 19″ nord, 2° 15′ 08″ est |                |                    |      | Chapelle du lycée Blanche de Castille de Pithiviers            |
| Chapelle du château de la Valette                                                                            | Pressigny-les-Pins         |         | 47° 53′ 01″ nord, 2° 45′ 07″ est |                |                    |      | Chapelle du château de la Valette                              |
| Chapelle du cimetière de Puiseaux                                                                            | Puiseaux                   |         | 48° 12′ 34″ nord, 2° 28′ 29″ est |                |                    |      | Chapelle du cimetière de Puiseaux                              |
| Chapelle Sainte-Scholastique de Sainte-Scholastique                                                          | Saint-Benoît-sur-Loire     |         | 47° 48′ 16″ nord, 2° 19′ 58″ est |                |                    |      | Image manquante Téléverser                                     |
| Chapelle du château de Gautray                                                                               | Saint-Cyr-en-Val           |         | 47° 47′ 25″ nord, 1° 57′ 27″ est |                |                    |      | Image manquante Téléverser                                     |
| Chapelle du cimetière de Saint-Hilaire-les-Andrésis                                                          | Saint-Hilaire-les-Andrésis |         | 48° 03′ 16″ nord, 3° 00′ 38″ est |                |                    |      | Image manquante Téléverser                                     |
| Chapelle Saint-Michel de Saint-Jean-de-Braye                                                                 | Saint-Jean-de-Braye        |         | 47° 55′ 11″ nord, 1° 59′ 03″ est | « PA45000038 » | Inscrit MH         | 2012 | Chapelle Saint-Michel de Saint-Jean-de-Braye                   |
| Chapelle du patronage des Tamaris de Saint-Jean-de-Braye                                                     | Saint-Jean-de-Braye        |         | à géolocaliser                   |                |                    |      | Image manquante Téléverser                                     |
| Chapelle Saint-François de Saint-Jean-de-Braye                                                               | Saint-Jean-de-Braye        |         | à géolocaliser                   |                |                    |      | Image manquante Téléverser                                     |
| Chapelle de l'Immaculée de Saint-Jean-de-la-Ruelle                                                           | Saint-Jean-de-la-Ruelle    |         | 47° 54′ 57″ nord, 1° 52′ 30″ est |                |                    |      | Image manquante Téléverser                                     |
| Chapelle de la Fondation Val de Loire anciennement des Petites Sœurs dominicaines de Saint-Jean-de-la-Ruelle | Saint-Jean-de-la-Ruelle    |         | à géolocaliser                   |                |                    |      | Image manquante Téléverser                                     |
| Chapelle de la Madeleine de la Petite Espère                                                                 | Saint-Jean-de-la-Ruelle    |         | 47° 53′ 55″ nord, 1° 52′ 06″ est |                |                    |      | Image manquante Téléverser                                     |
| Chapelle Notre-Dame-des-Aydes d'Orléans                                                                      | Saran                      |         | 47° 56′ 00″ nord, 1° 53′ 41″ est |                |                    |      | Chapelle Notre-Dame-des-Aydes d'Orléans                        |
| Chapelle Saint-Antoine de Ver                                                                                | Tavers                     |         | 47° 44′ 32″ nord, 1° 35′ 59″ est |                |                    |      | Image manquante Téléverser                                     |
| Chapelle de Changy                                                                                           | Varennes-Changy            |         | à géolocaliser                   |                |                    |      | Image manquante Téléverser                                     |
| Chapelle Saint-Lubin d'Yèvre-le-Châtel                                                                       | Yèvre-la-Ville             |         | 48° 09′ 34″ nord, 2° 19′ 52″ est | « PA00099038 » | Classé MH          | 1886 | Chapelle Saint-Lubin d'Yèvre-le-Châtel                         |